# Фальц-Фейн, Владимир Эдуардович
Владимир Эдуардович Фальц-Фейн (Вольдемар Вильгельм Александр Карл Бернхард Фальц-Фейн; 1 августа 1877 года, Аскания-Нова, Херсонская губерния, Российская империя — 18 июня 1946 года, Вадуц, Лихтенштейн) — российский общественный деятель и политик, член III Государственной думы от Таврической губернии.

## Биография
Родился в семье Эдуарда Ивановича и Софьи Богдановны Фальц-Фейн. Крещён 11 сентября 1877 года в церковной общине Альт Шведендорф. Брат Фридриха Эдуардовича Фальц-Фейна.
Потомственный почётный гражданин, в 1914 году возведен в потомственное дворянство. Землевладелец Днепровского уезда (9890 десятин), владел имением Дорнбург.
Окончил Решильевскую гимназию в Одессе и юридический факультет Новороссийского университета (1900).
По окончании университета поселился в имении Аскания Нова. С 1903 года избирался гласным Днепровского уездного и Таврического губернского земских собраний, почетным мировым судьей по Днепровскому уезду, членом уездной земской управы (1903—1906). Имел чин коллежского регистратора. Состоял членом: Днепровского отдела Императорского общества размножения охотничьих и промысловых животных и правильной охоты (с 1898), Императорского общества сельского хозяйства Южной России (с 1900), Черноморского яхт-клуба (с 1901). Был членом «Союза 17 октября».
В русско-японскую войну был на Дальнем Востоке в качестве помощника главноуполномоченного отряда Таврического лазарета.
В 1907 году был избран членом III Государственной думы от Таврической губернии. Входил во фракцию октябристов. Состоял секретарем продовольственной комиссии, товарищем секретаря комиссии по запросам, а также членом комиссий: по государственной обороне, по рыболовству.
После революции эмигрировал в Германию, затем в Лихтенштейн. В эмиграции написал книгу, посвященную своему брату Фридриху и заповеднику Аскания-Нова.
18 июня 1946 года покончил жизнь самоубийством. Похоронен на кладбище Вадуца.

## Семья
Жена — полтавская крестьянка А. Г. Буке. Дочь — Тамара. Усыновил своего племянника Эдуарда Теодора (1912—1976), незаконнорождённого сына Фридриха Фальц-Фейна.

## Награды
- Орден Святого Станислава 3-й степени (за русско-японскую войну);
- Орден Святой Анны 3-й степени (по Министерству юстиции, 1913);
- Орден Святого Станислава 2-й степени (5 апреля 1917).